# Клаудио Джентиле
Клаудио Джентиле (на италиански: Claudio Gentile) е италиански футболист, защитник. Роден е на 27 септември 1953 г. в Триполи.

## Кариера
Играе във „ФК Арона“ през 1970 – 1971 г., „Варезе“ от 1971 до 1973 г., „Ювентус“ от 1973 до 1984 г., „Фиорентина“ през 1984 г. Шампион през 1975, 1977, 1978, 1981, 1982 и 1984 г., носител на купата през 1979 и 1983 г. Носител на КНК през 1984 г. и на Купата на УЕФА през 1977 г., финалист за КЕШ през 1983 г. Има 312 мача и 9 гола в калчото. Има 71 мача и 1 гол в националния отбор, където дебютира на 19 април 1975 г. срещу Полша 0:0 в Рим, последен мач на 26 май 1984 г. срещу Канада 2:0 в Торонто. Участва на СП-78 (четвърто място) и СП-82 (първо място), както и на ЕП-80 (четвърто място). Безкомпромисен бранител с твърда игра, често преминаваща границите на позволеното. Обикновено пази персонално най-опасния играч на съперника. Треньор на младежкия национален отбор на Италия от 2000 г.